# Chrozophora tinctoria
Chrozophora tinctoria (giradol) is een plantensoort afkomstig uit het Middellandse Zeegebied, het Midden-Oosten, India, Pakistan en Centraal-Azië.
Chrozophora tinctoria leverde de blauwpaarse kleurstof "turnole" die wordt gebruikt in middeleeuwse verluchte manuscripten en als kleurstof voor levensmiddelen (Nederlandse kaas en bepaalde likeuren).